# Рейкебурит
Рейкебурит (англ. Rijkeboerite) — самая редкая разновидность минерала микролита. Синоним: бариомикролит. Содержит барий, тантал и ниобий. Чаще всего представлен обособленными октаэдрическими кристаллами. Иногда используется в ювелирных изделиях. Редкий, проявления этого минерала находили лишь в нескольких странах.

## Физические свойства
Цвет рейкебурита жёлто-оранжевый или оранжево-коричневый разных оттенков. Твёрдость по шкале Мооса — 4,5—5 (с трудом царапается ножом). Излом неровный. Непрозрачен. Хрупкий. Блеск смоляной. Плотность 5,51 г/см³. Иногда бывает радиоактивен.

## Кристаллографические свойства
Сингония рейкебурита, так же как и микролита, — кубическая.

## Месторождения
В России на Урале находятся самые крупные месторождения рейкебурита в мире. Там, в глиняных местах, можно найти залежи до метра, в которых минерал бывает в виде больших кристаллов. Чтобы найти микролит или рейкебурит, нужно размыть глину и переработать найденную породу. Также этот минерал добывают в Забайкалье.
В некоторых штатах США и Норвегии можно встретить в довольно крупных скоплениях.
В Западном Казахстане можно встретить в расщелинах и трещинах рейкебурит, микролит и другие его разновидности.

## Применение
Рейкебурит иногда используют в качестве вставок в дорогих ювелирных изделиях, потому что он, в отличие от микролита, не обладает большой радиоактивностью. Если всё же камень оказывается радиоактивным, то в продажу он не поступает.